# تور یازده‌شهر
تور یازده‌شهر (به هلندی: Elfstedentocht، تلفظ: اِلفْسْتِیدِن‌تُخت) (به فریسی: Âlvestêdetocht) توری از مسابقه سنتی اسکیت روی یخ رودخانه‌ها و نهرها است که از قدیم در استان فریسلاند هلند انجام می‌شده‌است. این مسابقهٔ استقامتی، در سال‌هایی برگزار می‌شود که ضخامت یخ نهرهای فریسلاند به اندازه کافی باشد. تور یازده‌شهر که آغاز آن از سال ۱۹۰۹ بوده تا ۱۹۹۷ پانزده بار انجام شده است. طول این تور حدود ۲۰۰ کیلومتر است و از تمامی یازده شهر قدیمی فریسلاند می‌گذرد.
نقشه مسیر تور یازده‌شهر: